# Sauternes (Weinbaugebiet)
Sauternes ist ein für seinen edelsüßen Weißwein bekanntes französisches Weinbaugebiet im Tal des Flusses Garonne im Département Gironde in der Region Nouvelle-Aquitaine.

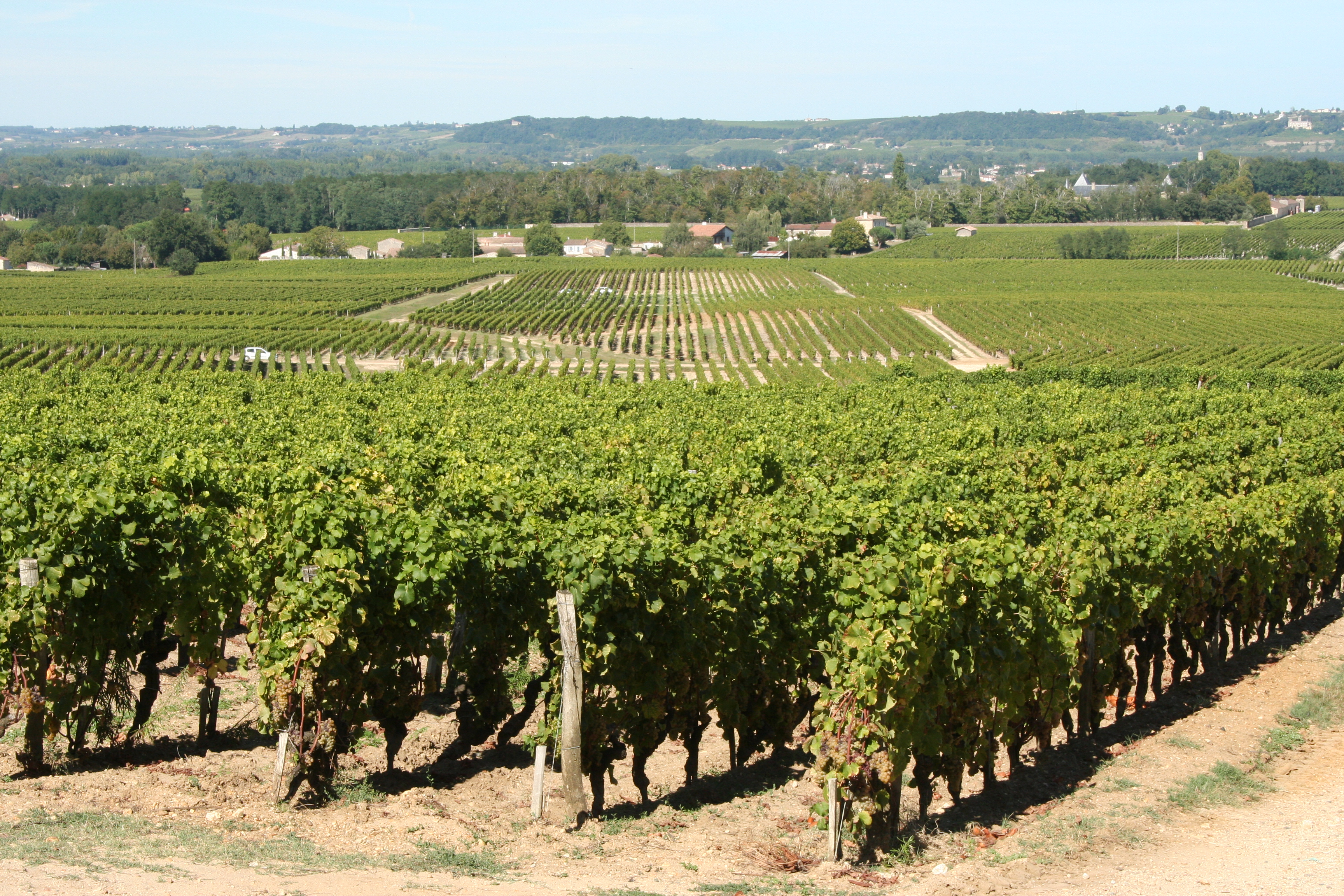
Weinbaugebiet Sauternes

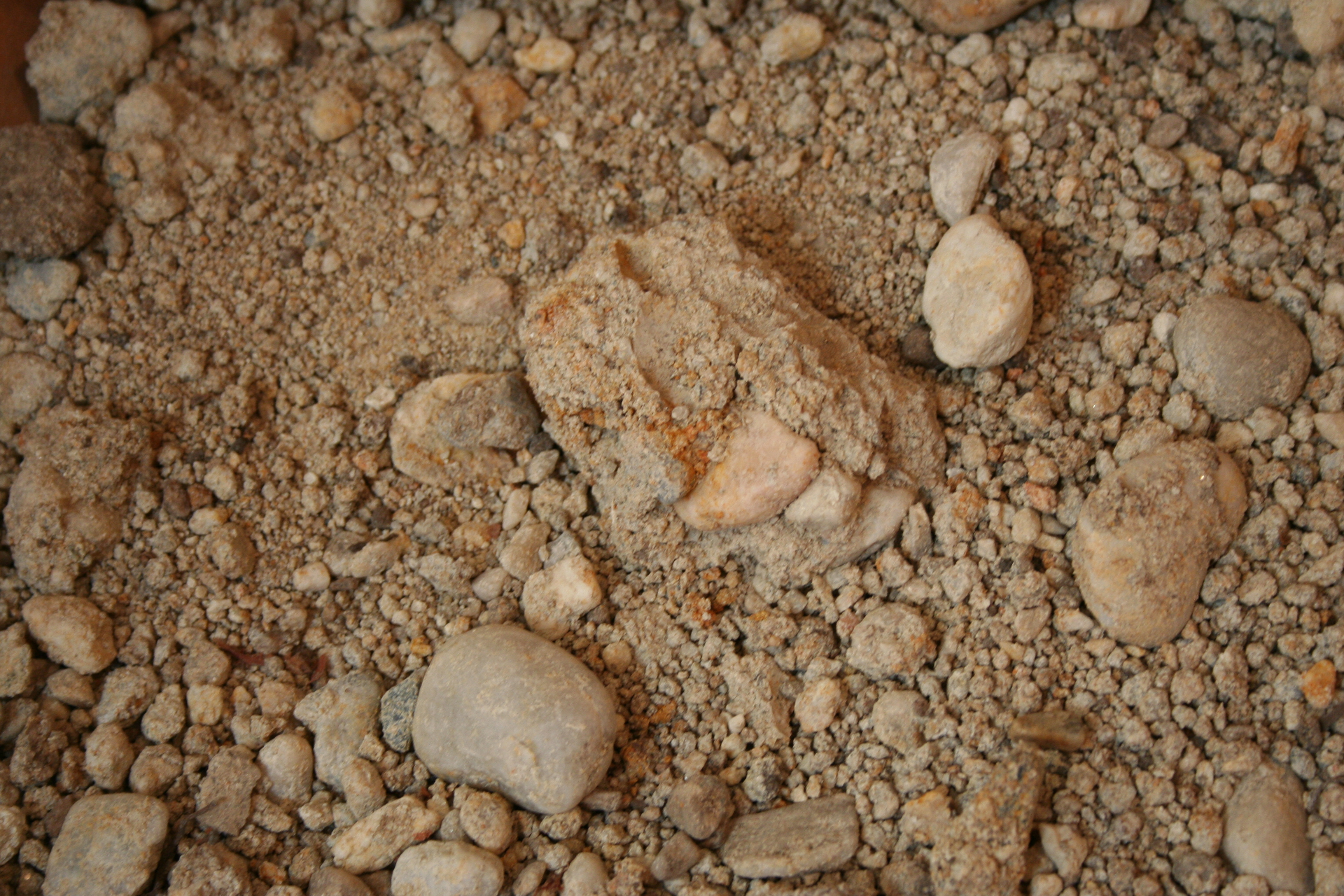
Kalk-/Lehmböden beim Château d’Yquem

## Terroir
In der namensgebenden Gemeinde Sauternes befinden sich 1669 Hektar und in Barsac 605 Hektar Rebfläche. Durch Sauternes fließt der kleine Fluss Ciron, dessen kaltes Quellwasser sich in das wärmere Wasser der Garonne ergießt und im Herbst Nebel bildet, der gute Voraussetzungen für den Edelfäule-Pilz Botrytis cinerea zur Erhöhung des Zuckergehalts der Weintrauben bietet. Im Gegensatz zu den Vin Doux Naturels wie Banyuls oder Rivesaltes ist in der AOC Sauternes die Erzeugung von nicht mit Alkohol angereicherten Süßweinen die Regel. Das berühmteste Weingut des Anbaugebietes ist das Château d’Yquem.
Die Appellation Sauternes ist fünf Gemeinden vorbehalten (Sauternes, Barsac, Preignac, Bommes und Fargues). Die Vorschriften setzen einen Mindestalkoholgehalt von 13 Prozent fest. Außerdem ist in jedem Jahr eine Geschmacksprüfung zur Bestätigung der geforderten Süße vorgegeben.

## Herstellung
Das Geheimnis der Süße der Weine aus Sauternes ist die Edelfäule; diese wird durch einen Pilz namens Botrytis cinerea verursacht. Dessen Sporen werden vom Wind zu den Reben getragen, sie können aber auch in Pflanzenresten überwintern. Feuchtigkeit fördert das Wachstum und die Vermehrung des Pilzes im Weinberg. Der Pilz erscheint zunächst als kleine schwarze Punkte auf den Trauben. Mit der Zeit bedeckt er die Früchte mit einer dünnen grauen Schicht und bewirkt, dass die Trauben austrocknen, verschrumpeln und eine braune Farbe annehmen. Zur Erntezeit sehen die Trauben aus wie Rosinen. 
Der Pilz entzieht den Trauben während des Trocknungsprozesses den größten Teil der Flüssigkeit und einen Großteil des Zuckers. Der Restzucker ist in einer sehr geringen Menge Traubensaft konzentriert, was ihn unglaublich süß macht. Darüber hinaus metabolisiert der Pilz die Traubensäuren und bildet neue aromatische Komponenten, die dem Saft einen einzigartigen Geschmack verleihen. 
Sauternes-Weine werden aus den Rebsorten Sémillon, Sauvignon Blanc und Muscadelle erzeugt. Hauptsorte mit rund 70 bis 80 Prozent Anteil ist die Sémillontraube, da sie besonders anfällig für die Edelfäule ist. Der Sauvignon Blanc mit 20 bis 30 Prozent verleiht den Weinen die notwendige Säure, damit der volle, breite Geschmack des Sémillon entsprechend ergänzt wird. Muscadelle wird sporadisch wegen seines Aromas eingesetzt.
Der Aufwand und das Risiko bei der Produktion der Sauternes-Weine ist hoch, die Erträge sind dagegen extrem niedrig. Der Ertrag ist auf maximal 25 hl/ha begrenzt, Yquem kommt auf einen Durchschnittsertrag von 9 hl/ha. Die Ernte gestaltet sich ebenfalls sehr aufwendig und muss in mehreren Durchgängen von Ende September bis Mitte November durchgeführt werden. In manchen Jahren (so beispielsweise geschehen 1978 und 1985) stellt sich gar keine Edelfäule ein.
Im Jahr 1985 wurde ein kellertechnisches Verfahren, die Kryoextraktion eingeführt. Dabei werden die Trauben 20 Stunden vor dem Pressen in einer Kammer eingefroren und im gefrorenen Zustand gepresst. Dabei werden große Anteile von Wasser und unreifen Aromen zurückgehalten, der Most wird somit konzentrierter. In seiner natürlichen Form werden Eisweine durch frühe Nachtfröste und sofortiges Pressen konzentriert. Die Kryoextraktion ist ein teures Verfahren und lohnt sich nur zur Rettung sehr feuchter Jahrgänge.

## Weinfälschungen
Wann die Produktion der Süßweine begann, ist unklar. Eine Zeit lang wurde unwidersprochen behauptet, dass Thomas Jefferson bereits Ende des 18. Jahrhunderts Weine des Château d’Yquem gekauft habe. Im Jahr 1787 habe er 250 Flaschen des hervorragenden Jahrgangs 1784 bestellt. Weinsammler Hardy Rodenstock hatte im Jahr 1985 die Geschichte verbreitet, ihm sei in Paris eine nie genau benannt gewordene Anzahl von Flaschen dieses Jahrgangs angeboten worden, die wegen des eingravierten Th.J. Jeffersons Besitz zuzurechnen seien, der von 1785 bis 1789 Botschafter in Paris gewesen war. Die Verkostung einer dieser Flaschen und die einer Flasche aus dem Jahr 1747 habe ergeben, dass es sich bereits um einen Süßwein handelte.
Schon im selben Jahr hatte unter anderem die Thomas Jefferson Memorial Foundation Zweifel an dieser Geschichte angemeldet; diese blieben jedoch ungehört, war doch die Geschichte für Weinfreunde und -Produzenten zu schön. Im Jahr 1991 wies ein Labor im Auftrag des Weinsammlers Hans-Peter Frericks nach, dass der Wein in einer dieser Jefferson-Flaschen aus der Zeit nach den ersten Atomtests – also nach dem 16. Juli 1945 – stammen musste. Der daraufhin von Frericks eingeleitete Rechtsstreit gegen Rodenstock endete aber in einem Vergleich, über dessen Details Vertraulichkeit vereinbart wurde.
Ein anderer Weinsammler, William Koch, der Inhaber der Osbow Group, gab ebenfalls Gutachten in Auftrag, um seine im Jahr 1988 für eine halbe Million Dollar erstandenen vier Flaschen untersuchen zu lassen. Der schwerwiegendste Befund betrifft die Gravuren, die den Gutachtern zufolge von einem modernen elektrischen Bohrer, wie er in Zahnarztpraxen Verwendung findet, stammen. Koch zog am 31. August 2006 vor Gericht, dazu stritten sich die Parteien gerne und oft in einschlägigen Wein- und Gourmetmagazinen, in denen Rodenstock hauptsächlich dagegen hielt, Koch habe diesen Wein gar nicht bei ihm gekauft.

## Klassifikation von 1855

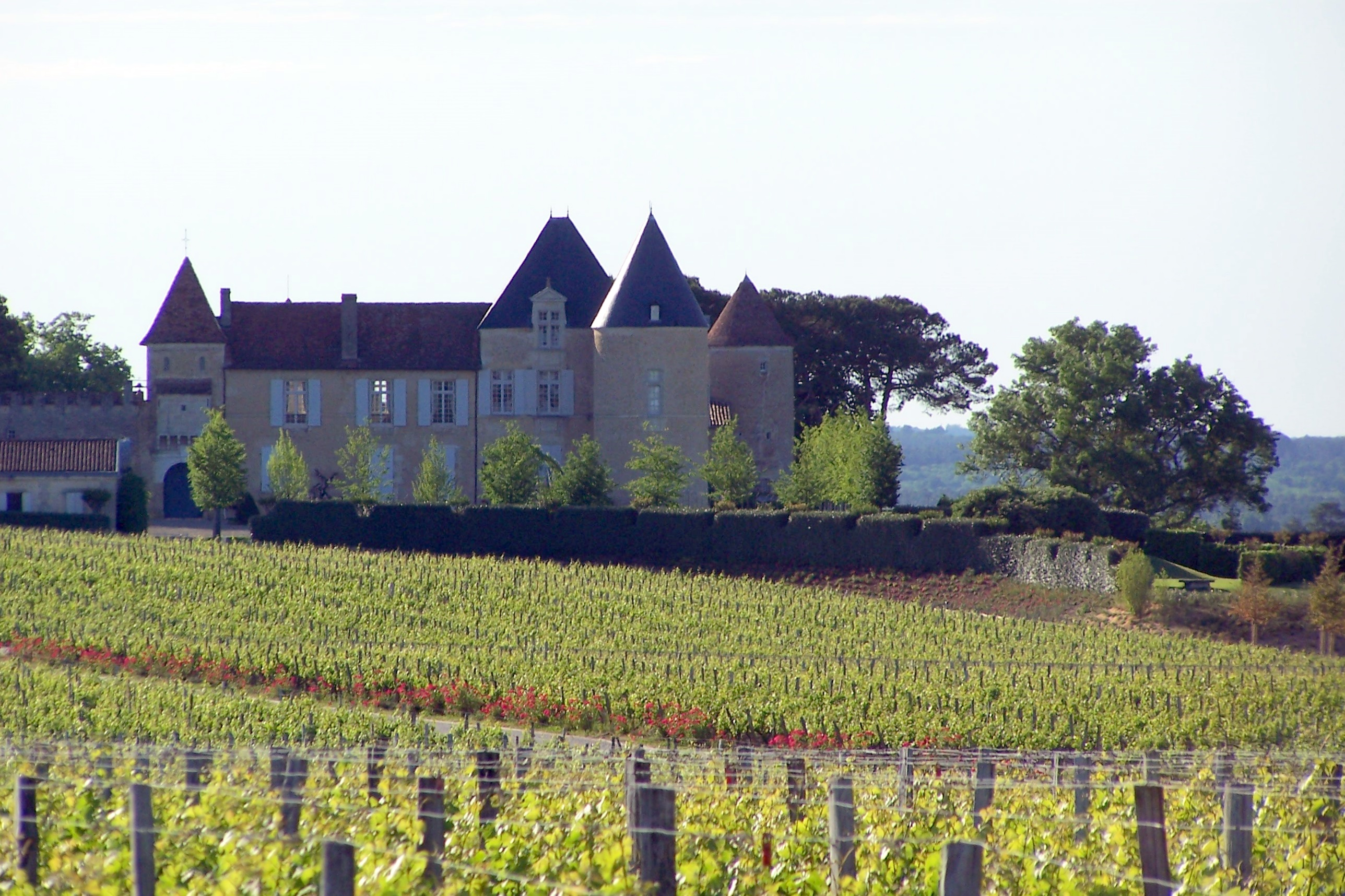
Château d’Yquem

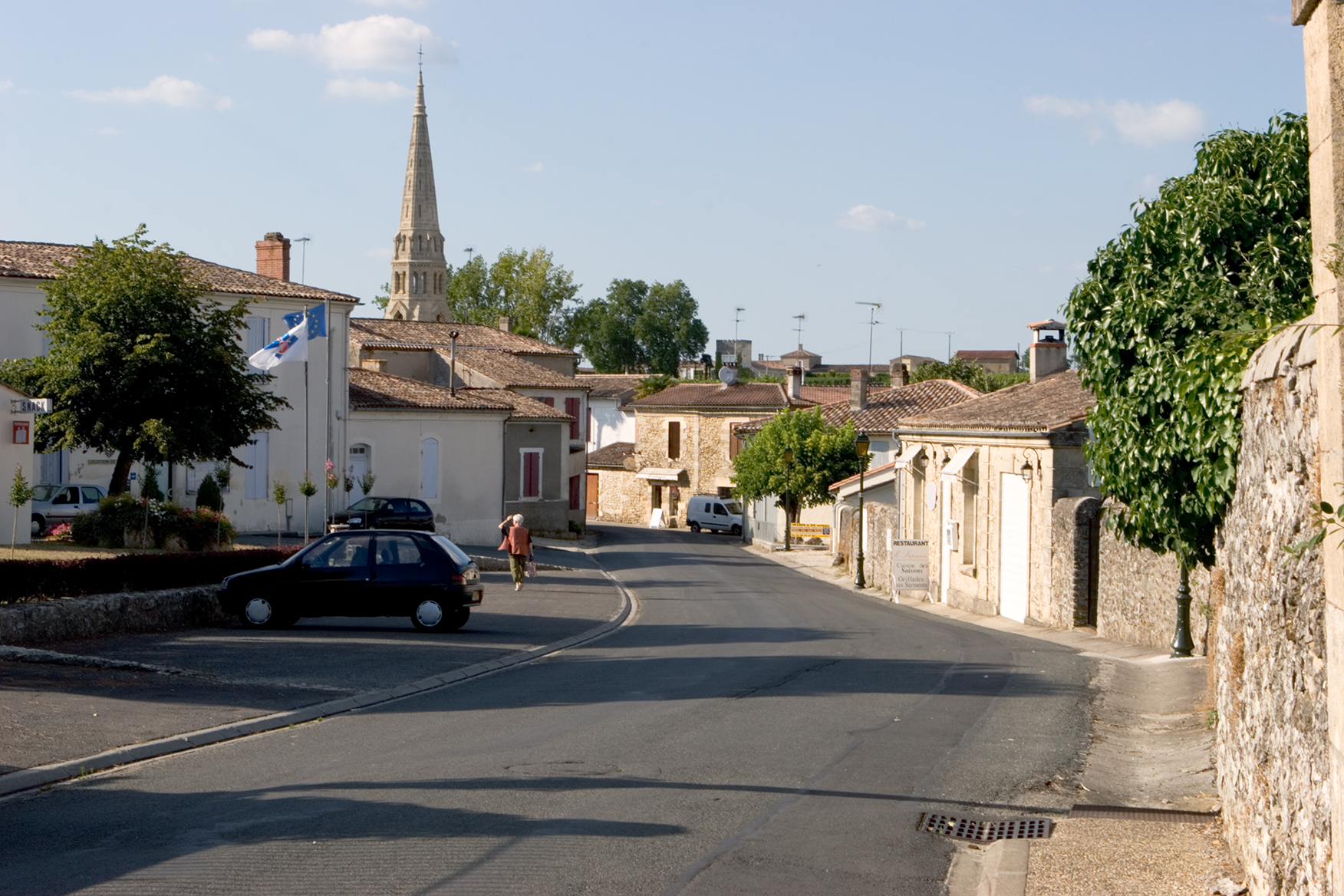
Ortskern von Sauternes

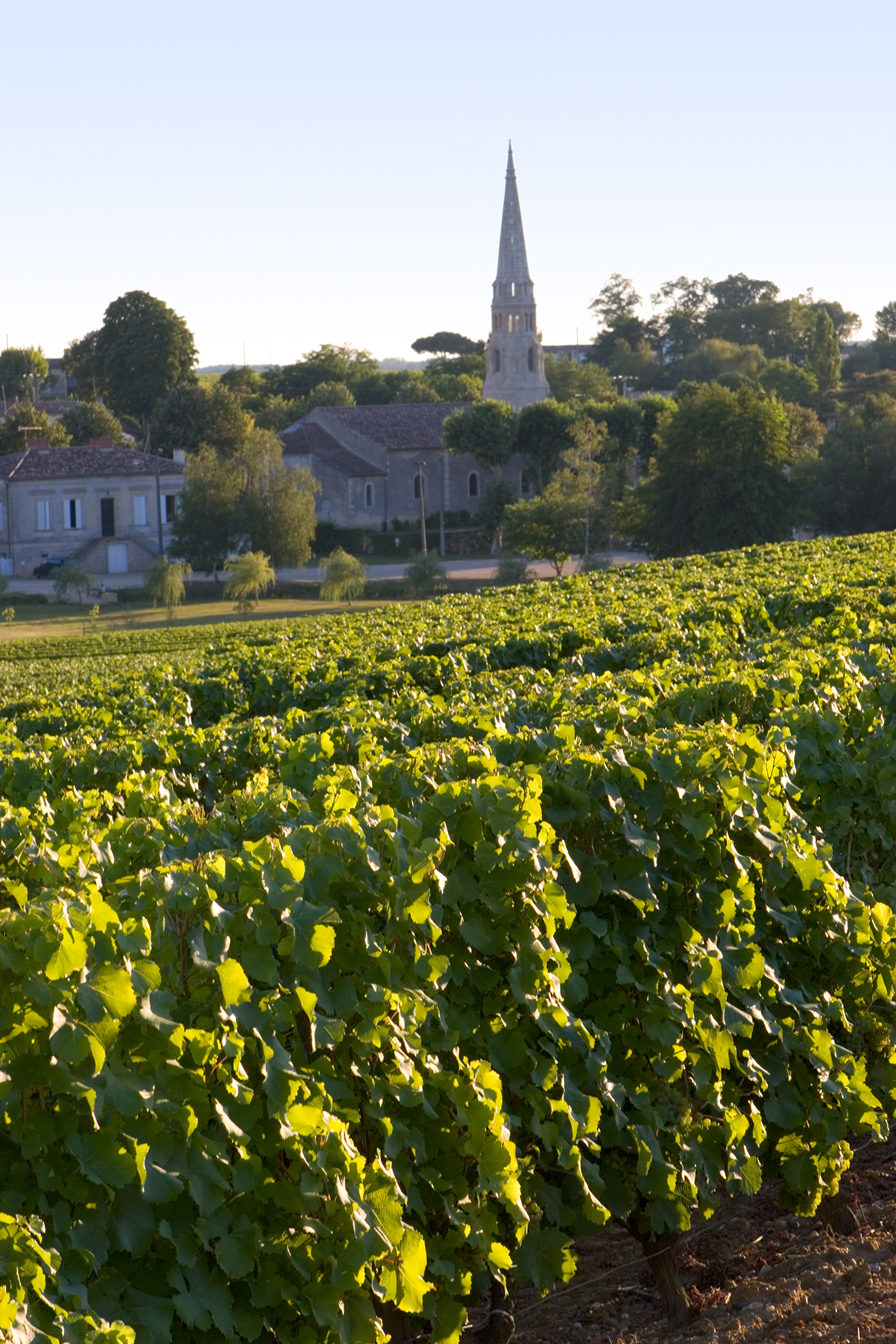
Weinberg bei Sauternes

Im Jahr 1855 erfolgte unter anderem die Klassifikation der edelsüßen Weißweine aus den Gemeinden Sauternes und Barsac.
Premier Cru Supérieur
Diese Klasse ist alleine dem Château d’Yquem (Sauternes) vorbehalten.
Premier Cru Classé
- Château La Tour Blanche (Bommes, Sauternes)
- Château Lafaurie-Peyraguey (Bommes, Sauternes)
- Clos Haut-Peyraguey (Bommes, Sauternes)
- Château Rayne Vigneau (Bommes, Sauternes)
- Château Suduiraut (Preignac, Sauternes)
- Château Coutet (Barsac)
- Château Climens (Barsac)
- Château Guiraud (Sauternes)
- Château Rieussec (Fargues, Sauternes)
- Château Rabaud-Promis (Bommes, Sauternes)
- Château Sigalas-Rabaud (Bommes, Sauternes)

Deuxième Cru Classé
- Château de Myrat (Barsac)
- Château Doisy Daëne (Barsac)
- Château Doisy-Dubroca (Barsac)
- Château Doisy-Védrines (Barsac)
- Château d’Arche (Sauternes)
- Château Filhot (Sauternes)
- Château Broustet (Barsac)
- Château Nairac (Barsac)
- Château Caillou (Barsac)
- Château Suau (Barsac)
- Château de Malle (Preignac, Sauternes)
- Château Romer du Hayot (Fargues, Sauternes)
- Château Romer (Fargues, Sauternes)
- Château Lamothe (Sauternes)
- Château Lamothe-Guignard (Sauternes)

Neben diesen Weingütern ist auch Château Raymond-Lafon zu erwähnen. Dieses Gut arbeitet auf dem Niveau eines Premier Cru Classé, wurde jedoch erst kurz vor der Klassifikation von 1855 gegründet.
Siehe hierzu den Artikel Bordeaux-Klassifizierung.

## Allgemeines
- Nach dem Ort wurde das Dampfschiff SS Sauternes benannt, das 1942 sank.
- Die Kleinstadt Bazas mit ihrer gotischen Kathedrale ist nur ca. 20 km (Fahrtstrecke) in südöstlicher Richtung entfernt.